# Enok Lopponen
Enok Evert Lopponen znany także jako Frank Locon (ur. 3 stycznia 1885 w Savonlinna, zm. 7 grudnia 1963 w Toronto) – kanadyjski zapaśnik walczący w stylu wolnym. Olimpijczyk z Antwerpii 1920, gdzie zajął siedemnaste miejsce w wadze średniej.

## Letnie Igrzyska Olimpijskie 1920
| Konkurencja      | Rundy eliminacyjne      | Klas. końcowa |
| Konkurencja      | Przeciwnik I            | Miejsce       |
| ---------------- | ----------------------- | ------------- |
| 75 kg styl wolny | Charley Johnson (USA) P | 17.           |